# Abmoosen

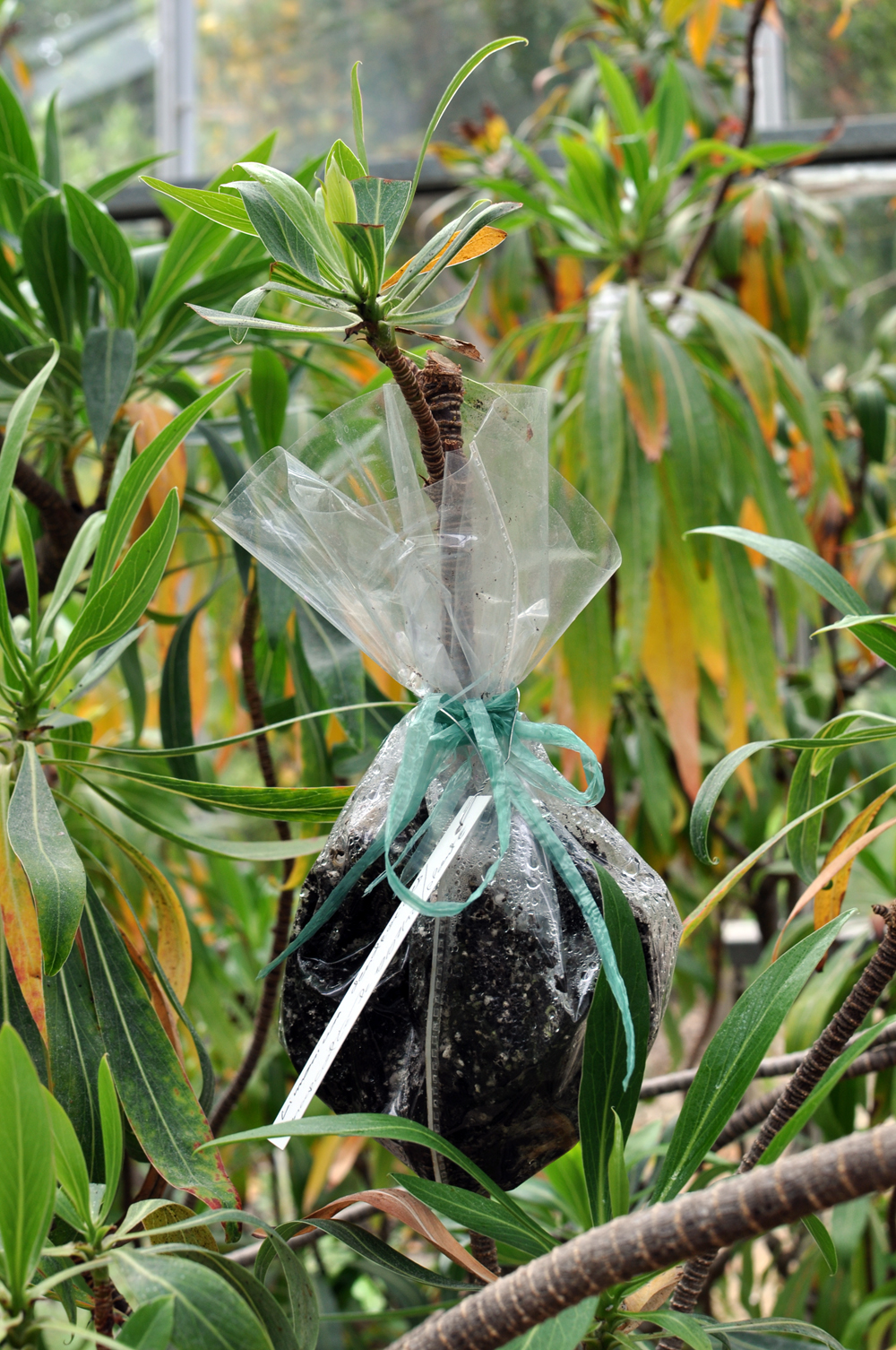
Abmoosen eines Strandflieders

Das Abmoosen ist eine Technik im Gartenbau zur vegetativen Vermehrung von Pflanzen, besonders von Gehölzen.
Das Ziel des Abmoosens ist es, den abzumoosenden Pflanzenteil zur Wurzelbildung anzuregen, obgleich sich dieser nicht im Erdboden befindet. Hierzu existieren unterschiedliche Methoden:

## Keilmethode
Ein Trieb der Pflanze wird dazu teilweise quer durchgeschnitten, der Spalt wird mit einem Keil offen gehalten. Wenn notwendig, wird die Schnittfläche mit Bewurzelungshormonpulver eingestäubt und dann in ein saugfähiges Material wie Torfmoos oder Zellstofftücher gewickelt, das über mehrere Wochen immer leicht feucht gehalten werden muss. Nach Wurzelentwicklung wird der Trieb endgültig abgetrennt und eingepflanzt.

## Ringmethode

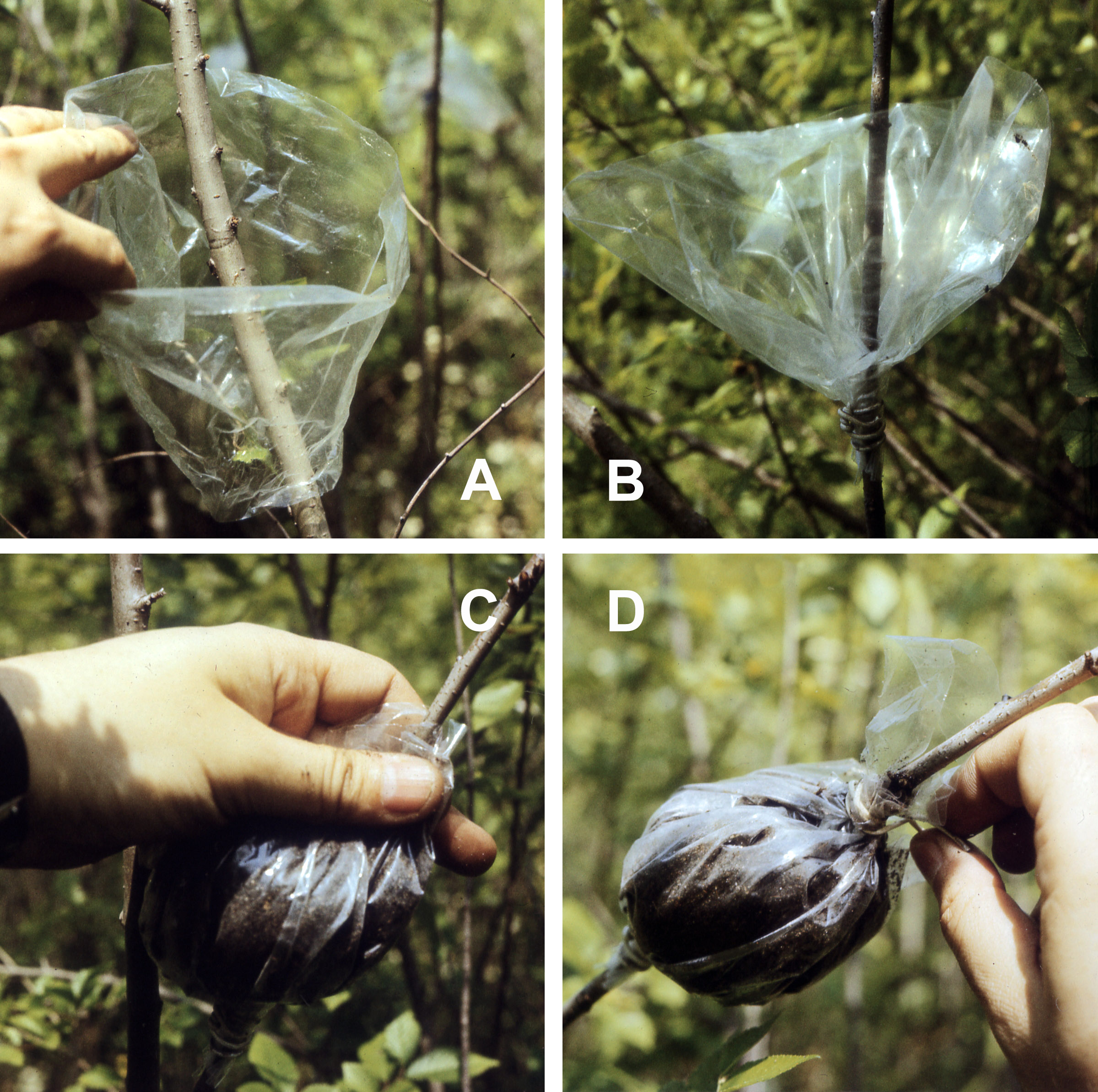
Technik des Abmoosens

Die Rinde wird in einem 2–4 cm breiten Streifen, bei manchen Baumarten auch deutlich mehr (Eiche: 10 cm) entfernt, indem zwei entsprechend distanzierte Schnitte um den abzumoosenden Pflanzenteil bis auf das Splintholz/Kambium geführt werden und die dazwischen liegende Rinde abgeschält wird.
Dadurch erreicht nach wie vor Wasser den darüberliegenden Teil der Pflanze, da dieses im Splintholz transportiert wird, während die Photosyntheseprodukte jedoch nicht mehr zu den Wurzeln transportiert werden können, da die erforderliche Rinde fehlt. Die Pflanze versucht nun, die nicht mehr erreichbaren Wurzeln zu ersetzen und am oberen Rand des rindenlosen Streifens neue Wurzeln zu bilden. Um dies zu stimulieren, wird um den rindenfreien Ring ein feuchter Mantel gelegt, etwa aus Sphagnum-Moos, Torf oder auch mineralischen Substraten wie Bims, Lava, Zeolith oder befeuchteter Trockenschüttung (Blähton). Um die Feuchtigkeit zu erhalten, wird der Mantel mit Plastikfolie dicht umschlossen, oder regelmäßig gegossen bzw. befeuchtet.
Abhängig von der Pflanzenart bilden sich nach einiger Zeit, in der Regel zwei bis fünf Monaten, bei Koniferen unter Umständen auch erst nach zwei Jahren, Wurzeln in dem befeuchteten Mantel. Nun kann der abzumoosende Pflanzenteil knapp unterhalb der neugebildeten Wurzeln abgeschnitten werden, so dass eine eigenständige neue Pflanze resultiert.
Wurde der Rindenstreifen zu schmal gewählt, überwallt die Pflanze die entfernte Rinde, anstatt Wurzeln zu bilden, und stellt auf diese Weise den Nährstofftransport zu den (alten) Wurzeln sicher. In diesem Fall wäre das Abmoosen fehlgeschlagen und müsste mit breiterem Ring wiederholt werden.
Die Ringmethode ist von beiden Varianten die erfolgversprechendere und liefert im Ergebnis eine Teilpflanze, die rundum bewurzelt ist, während die Keilmethode Wurzeln nur an einer Stelle zu produzieren vermag.

## Merkmale
Vorteile des Abmoosens gegenüber Stecklingen sind:
- Manche Pflanzen lassen sich überhaupt nicht durch Stecklinge vermehren, da sie während der Bewurzelungsphase auf eine Nährstoffversorgung durch die Mutterpflanze angewiesen sind.
- Das Abmoosen ist auch an relativ dicken, holzigen Stängeln möglich, so dass große Jungpflanzen entstehen. Das Verfahren bietet sich daher für das Verjüngen von alten Pflanzen an, z. B. beim Gummibaum.[2]
- Wachstumsstockungen am Steckling treten kaum auf.

Nachteil des Abmoosens gegenüber der Stecklingsvermehrung ist:
Dieses Verfahren ist relativ aufwendig, weshalb es im professionellen Großgartenbau so gut wie nicht angewendet wird, sondern eigentlich nur im Hobby-Bereich, z. B. als Gestaltungsmaßnahme bei Bonsai. Um größere Mengen zu vermehren, können Fachleute mit technischen Hilfsmitteln, wie zum Beispiel Sprühnebelanlagen, fast jeden Steckling zum Bewurzeln bringen.

## Frühere Bedeutung
In der älteren Literatur zum Gartenbau wird unter abmoosen die Entfernung von Moos von der Baumrinde verstanden, da das Moos als schädlich für den Baum angesehen wurde.